# Tovarnícky park
Tovarnícky park je chráněný areál v katastrálním území obce Tovarníky v okrese Topoľčany v Nitranském kraji na Slovensku. Území bylo vyhlášeno v roce 1984 a jeho rozloha je 16,35 hektaru. Předmětem ochrany je anglický park u tamního zámku.